# Газопереробний завод Наїп
ГПЗ Наїп – газопереробний завод на північному сході Турменістану.
Розробка родовищ Наїпської групи активно велась з початку 1970-х років, проте лише через чверть століття узялись за монетизацію ресурсу гомологів метану. Для цього в 1998-му в районі родовища Наїп почав роботу газопереробний завод, потужність якого станом на 2006 рік збільшили до рівня у 5,9 млрд м3 на рік із можливістю вилучення 130 тисяч тон пропан-бутанової фракції (зріджений нафтовий газ, ЗНГ) та 100 тисяч тон конденсату. За 7 місяців 2017-го заводом було фактично випущено 74 тисячі тон ЗНГ та 25 тисяч тон конденсату.
Сировина для роботи ГПЗ надходить по системі міжпромислових газопроводів, тоді як видача товарної продукції відбувається по трубопроводам Наїп – Газачак (гомологи метану) та Наїп – Дер’ялик. Остання назва наразі поєднує перемичку від Наїп та туркменську ділянку черги ІІ системи Середня Азія – Центр (її споруджували з огляду на транспортування продукції узбецьких родовищ, проте із розпадом СРСР такий режим використання припинився).